# Luciano Pizzatto
Luciano Pizzatto ComMM (Curitiba, 23 de março de 1957 — Brasília, 21 de março de 2018) foi um professor, engenheiro florestal, escritor e político brasileiro filiado ao Partido Renovador Trabalhista Brasileiro (PRTB). Pelo Paraná, foi deputado federal por cinco mandatos e deputado estadual.

## Carreira

### Formação e atividade profissional
Descendente de italianos, estudou, na década de 1970, eletrônica na Escola Técnica Federal do Paraná (precursora do CEFET-PR e atual UTFPR) e entre 1976 e 1979, graduou-se em engenharia florestal pela Universidade Federal do Paraná (UFPR) e especializou-se em direito socioambiental. Foi empresário do ramo de reflorestamento, planejamento e pesquisa florestal.

### Política
Em 1986 entrou para o PMDB e ao longo da vida parlamentar, foi filiados em cinco partidos: PMDB (1986-1990), PRN (1990-1991), PFL (1991-2006), DEM (2007-2015) e PRTB (2015-2018).
Ocupou uma vaga na Assembleia Legislativa do Paraná entre 1989 e 1991 e foi deputado federal em quatro legislaturas. Também concorreu ao cargo de prefeitura de Curitiba em 1992, ficando em terceiro lugar, com 12,29% dos votos válidos.
Em 1994, Pizzatto foi admitido pelo presidente Itamar Franco à Ordem do Mérito Militar no grau de Comendador especial.
Também foi presidente e vice-Presidente do Instituto de Florestas do Paraná (IFPR), diretor do Departamento de Parques Nacionais e Reservas Equivalentes (IBDF-IBAMA}, presidente da Companhia Paranaense de Gás (Compagás), entre outros cargos que ocupou ao longo da sua vida pública.

## Morte
Morreu em 21 de março de 2018 de problemas cardíacos em um hotel de Brasília.